# 안동포
안동포는 경상북도 안동 지방에서 생산되는 올이 가늘고 빛이 누런 베를 가리킨다. 짜임새가 가늘고 고와 삼베 중에서 최고급품으로 친다. 주로 남자 어른용 고의나 적삼을 만드는 데 이용된다.